# Naturwaldreservat Hengstberg
Das Naturschutzgebiet Naturwaldreservat Hengstberg liegt auf dem Gebiet der Stadt Selb im Landkreis Wunsiedel im Fichtelgebirge in Oberfranken.
Das 39,62 ha große Gebiet mit der Nr. NSG-00198.01, das im Jahr 1984 unter Naturschutz gestellt wurde, erstreckt sich östlich von Silberbach, einem Gemeindeteil von Selb, um den 651 Meter hohen Großen Hengstberg herum, einen Granitgipfel im Fichtelgebirge. Westlich verläuft die St 2178 und erstreckt sich das 263,45 ha große Naturschutzgebiet Egertal bei Neuhaus. Die Staatsgrenze zu Tschechien verläuft etwa 200 Meter entfernt vom südöstlichen Rand des Naturschutzgebietes.
Es handelt sich um einen für den Naturraum sehr seltenen naturnahen Laubmischwald.